# L'orologio a cucù
L'orologio a cucù è un film del 1938 diretto da Camillo Mastrocinque, tratto dalla commedia omonima di Alberto Donini.

## Trama
Film con risvolti gialli, ambientato ai tempi della fuga di Napoleone Bonaparte dalla prigione dell'isola d'Elba. Il ricco banchiere Rosen di Livorno per paura della restaurazione bonapartista porta tutto il suo oro su una nave britannica nascondendolo dentro un orologio a cucù. Per assicurarsi il buon fine dell'impresa promette la mano della giovane nipote all'anziano conte Scarabelli; ma il capitano Ducci, innamorato della ragazza, sventa l'intrigo. Il conte che avrebbe dovuto aiutare il banchiere, viene trovato morto all'interno dell'orologio. I sospetti ricadono tutti sul capitano Ducci fin quando un fanatico bonapartista confessa di avere ucciso il conte perché stava per impedirgli di comunicare la fuga dall'Elba dell'imperatore.

## Produzione
Il film è l'adattamento della commedia omonima di Alberto Donini.
Gli interni furono girati a Cinecittà, gli esterni a Livorno: nel porto era ormeggiata una goletta di 300 tonnellate, la Angiolina ricostruita per la Era Film nei cantieri Neri, gli stessi che avevano fatto le navi per Ben Hur.
Al film collaborò Gianni Franciolini ritornato in Italia dopo aver trascorso otto anni in Francia. Il film rappresentò il debutto cinematografico di Oretta Fiume e Laura Solari, vincitrici del concorso Era per nuovi volti del cinema 1938.
In questo film il costumista Gino Carlo Sensani si avvalse per la prima volta, come assistente, di Maria De Matteis che negli anni successivi divenne molto famosa.

## Distribuzione
Il film venne distribuito nel circuito cinematografico italiano il 19 settembre del 1938.

## Critica
- «Si tratta di un giallo più o meno storico, ricchissimo di colpi di scena, di personaggi, ecc.. Tutta questa roba, sul primo un po' confusa (come del resto deve essere in un giallo che non vuole scoprire subito le sue batterie) prende lo spettatore, lo incuriosisce, lo commuove, e alla fine gli fa tirare un sospiro di soddisfazione. L'ambiente livornese principio ottocento è reso con sufficiente accuratezza, spesso con tocchi felici, come nella scene della casa di piacere. Il taglio del film è movimentato, intenso, nervoso, anche troppo. Il disegno dei tipi è sommario ma efficace. Qualche attore recita veramente bene. Insomma un film italiano, nel suo genere ben riuscito»[4].